# Neusa Bassetto
Neusa Bassetto (São Paulo, 11 de abril de 1942 - São Paulo, 18 de fevereiro de 1980) foi uma educadora brasileira, especializada no trabalho com deficientes visuais e auditivos.

## Biografia
Iniciou seu trabalho como professora de deficientes audiovisuais em 1971, na Escola Residencial para Deficientes Audiovisuais (ERDAV), em São Caetano do Sul, onde permaneceu até 1977, quando a instituição foi fechada.
Com a ajuda de doações, conseguiu a reativação da escola em 1978, com o nome de Fundação Municipal Anne Sullivan. Assumiu então o cargo de diretora executiva da Escola Especial Anne Sullivan.
Atualmente no Estado de São Paulo existem duas escolas municipais de ensino especializado que levam o seu nome: uma no bairro de Vila Mussolini (EMEBE), em  São Bernardo do Campo, e a outra no bairro paulistano da Mooca (EMEE).